# Elymus wallii
Elymus wallii là một loài thực vật có hoa trong họ Hòa thảo. Loài này được (Connor) Á.Löve & Connor mô tả khoa học đầu tiên năm 1982.